# Heddy Lester
Heddy Lester (* 18. Juni 1950 in Amsterdam; † 29. Januar 2023 ebenda; eigentlich Heddy Affolter) war eine niederländische Sängerin und Schauspielerin.

## Werdegang
Nach einem abgebrochenen Studium an der „Amsterdamse Toneelschool & Kleinkunstacademie“ bildete sie zusammen mit Gert Balke das Duo April Shower, mit dem ihr zu Beginn der 1970er Jahre zwei kleinere Hits in ihrem Heimatland gelangen. Bei ihren Auftritten lernte sie den niederländischen Chansonnier Ramses Shaffy kennen, mit dem sie während der 1970er Jahre regelmäßig auftrat.

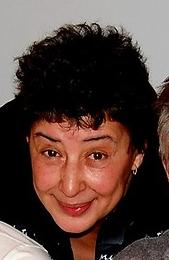
Heddy Lester (2007)

1977 vertrat sie mit dem von ihrem jüngeren Bruder Frank Affolter geschriebenen Titel De Mallemolen die Niederlande beim Eurovision Song Contest und erreichte den zwölften Platz. In Zusammenarbeit mit ihrem Bruder und dem Textschreiber Wim Hogenkamp entstanden in den folgenden Jahren eine Reihe von Soloprogrammen.
Ab 1987 arbeitete Lester als Theaterschauspielerin. Unter anderem spielte sie bei der Toneelgroep de Appel unter der Regie von Erik Vos in dem Stück Ghetto von Joshua Sobol und drei Spielzeiten lang in Die Troerinnen von Euripides. 2005 stand sie in einer Inszenierung der Bluthochzeit von Lorca auf der Bühne, in der Saison 2006/07 in Die stille Kraft von Louis Couperus. Darüber hinaus spielte sie in den Musicals Anatevka, That's Life, Alleen Op De Wereld, Potasch en Perlemoer und Life Is A Cabaret. 1991 übernahm sie eine Hauptrolle in dem preisgekrönten Spielfilm De tranen van Maria Machita von Regisseur Paul Ruven.
Am 4. Mai 2007 trat sie in der Uraufführung des Stücks 10 Duizend zakdoeken auf, einer Hommage an ihre Eltern, die beide während des Zweiten Weltkriegs das Konzentrationslager überlebt hatten. Von September 2007 an spielte sie in dem Musical Fame.
Heddy Lester starb Ende Januar 2023 im Alter von 72 Jahren an Blasenkrebs.

## Auszeichnungen
Für ihr erstes Soloprogramm wurde Lester 1980 mit dem Pall Mall Exportprijs ausgezeichnet.